# 馬拉庫奇卡
50°21′36″N 35°3′30″E / 50.36000°N 35.05833°E
馬拉庫奇卡（烏克蘭語：Маракучка）是位於烏克蘭東北部的村莊，由蘇梅州奥赫蒂尔卡区的基里基夫卡市鎮負責管轄。該村處於沃爾斯克拉河左岸，分別距離基里基夫卡2公里和巴基里夫卡2.5公里，海拔高度112米，2001年人口87。